# Tomas N'evergreen
Tomas N'evergreen (født Tomas Christiansen 12. november 1969 i Hadsten) er en dansk popsanger- og sangskriver, der er bedst kendt som vinder af Dansk Melodi Grand Prix 2010 med sangen "In a Moment Like This", en duet med sangerinden Chanée. Sangen blev efterfølgende nummer fire ved Eurovision Song Contest i Oslo.
N'evergreen har haft succes i Østeuropa, især Rusland, hvor han har haft #1 hits, og mange andre placeringer i top 10, med sange som "Since You've Been Gone" og "Everytime (I See Your Smile)" fra debutalbummet Since You've Been Gone fra 2007. Albummet solgte mere end 250.000 eksemplarer i Rusland.
Han er i dag bosat i Moskva, og i 2009 stillede han op i det russiske Melodi Grand Prix med sangen "One More Try".

## Diskografi

### Albums
- Since You've Been Gone (2003)
- In a Moment Like This (Med Christina Chanée) (2010)